# ドルマ

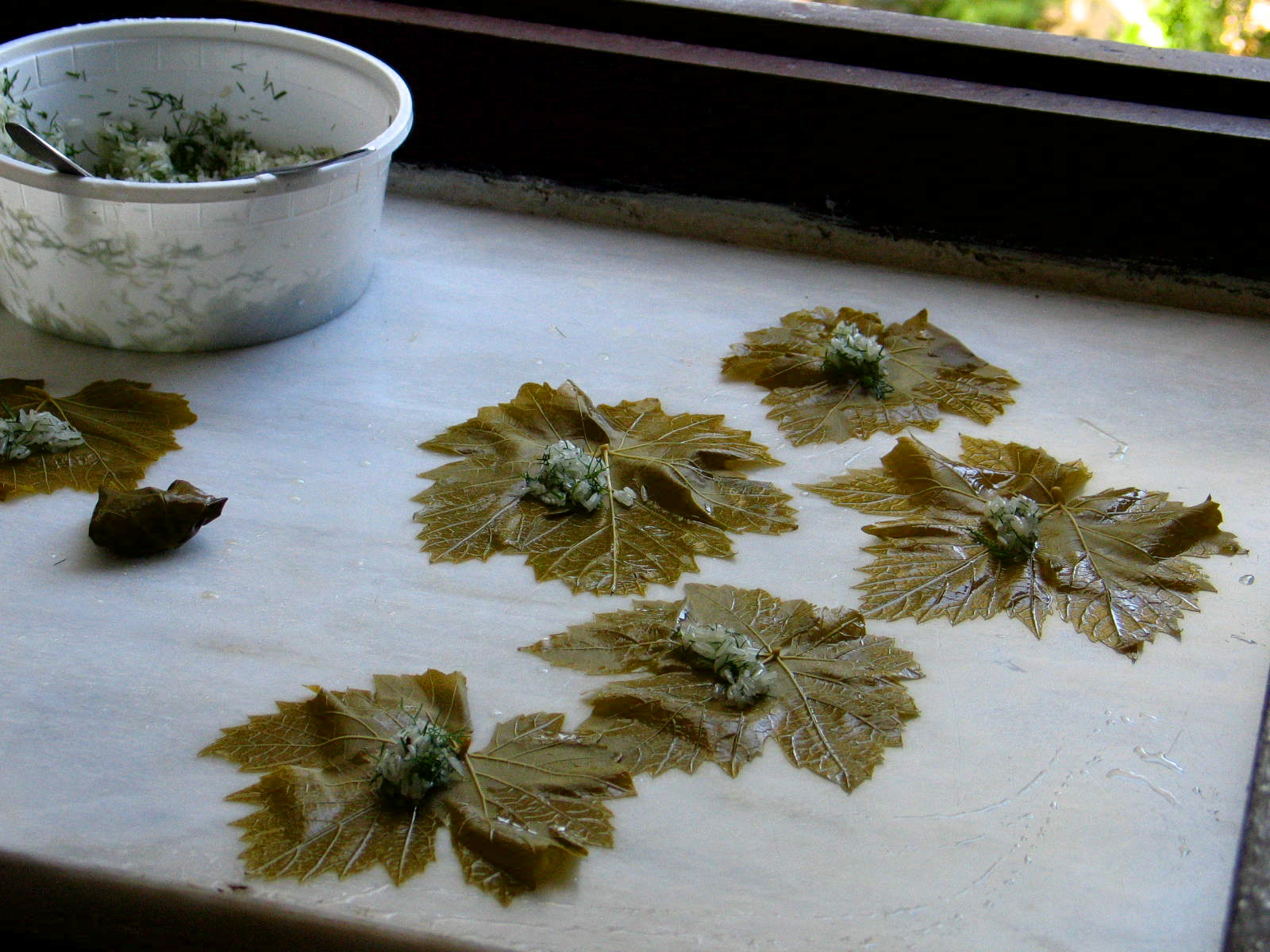
調理中のギリシア式葡萄の葉のドルマ

ドルマ（トルコ語・アルメニア語：dolma、ギリシャ語：dolmadaki/dolmades、アラビア語：دولمة、ペルシア語・ダリー語：دلمه ）は、辛味の効いた、米、タマネギ、挽肉、香味野菜などの混ぜものをキャベツの葉やブドウの葉で包んだ料理、あるいは中をくりぬいたナス、パプリカ、ズッキーニ、かぼちゃなどに詰めた料理のこと。中央アジアから北アフリカまで広く分布する料理である。用意に手間がかかるので、古くはご馳走料理の範疇に入った。前菜（メゼ、トルコ語: Meze、マザ、アラビア語: مزة、メゼデス、ギリシア語: Mezedes）として、あるいは野菜のおかずとして扱われる。
「ドルメ」ともいう。
ドルマには肉の入るものと入らないものがあり、肉の入るドルマは温菜となるが、肉の入らないドルマはオリーブ油で調理して冷菜として食べることもでき、菜食主義者向けの副菜ともなる。

## 語源
「ドルマ」は、トルコ語で「詰める」を意味する動詞「dolmak」の受動態であり、「詰められた」あるいは「詰めたもの」を意味する。

## 歴史
サーサーン朝ペルシアのホスロー2世の治世には、ブドウの葉で詰め物を包んだ料理があった記録が残っている。中世のイスラム王朝では、野菜に詰め物をする料理は「マハシー」（محشي、アラビア語で「詰められたもの」の意）と呼ばれていた。13世紀にアンダルス、バグダード、アイユーブ朝のシリアで書かれた料理書にはナスや瓜のマハシーが記録されている。当時は肉のドルマに米の代わりに去皮して砕いたヒヨコマメを加えてボリュームを出しており、肉のドルマに米が入るようになったのはオスマン帝国の時代からである。

## トルコのドルマ
トルコでは肉の入らない葡萄の葉のドルマを「ヤランジュ・ドルマス」（yalancı dolması、「偽のドルマ」の意 ）と呼ぶことがある。
ドルマに似た料理に、米やナッツ類、挽肉などを塩漬けにしたブドウの葉やキャベツの葉で巻いたサルマ（sarma）があり、前者は詰め物、後者は巻き物の意味であるが、厳密に区別されているわけではない。
ドルマには「テルビイェ」（terbiye 、卵黄とレモン汁で作るソース）や「サルムサクル・ヨウルト・ソス」（sarmısaklı yoğurt sos、ヨーグルトとニンニクのソース）または櫛形に切ったレモンを添える。
野菜以外で「ドルマ」と呼ばれる料理に、ムール貝の外套膜の中に詰め物をした「ミディエ・ドルマス」（midye dolması）、鰓から肉を抜き取って空洞にしたサバに魚肉の詰め物をした「ウスクムル・ドルマス」（uskumru dolması）、詰め物をした鶏の丸焼きである「タヴク・ドルマス」（tavuk dolması）がある。

## ギリシャのドルマ
ギリシャでは、野菜の葉で包むタイプのものだけをドルマ（ドルマダキ、ドルマデス）と呼び、くりぬいた野菜に詰めものをするタイプのドルマはイェミスタ（gemista）と呼ぶ。「アヴゴレモノ」(avgolemono)というレモン汁と卵黄のソースを添える点ではトルコと同じである。
北部ギリシャでは、アルミア（armia）という乳酸発酵したキャベツの葉でドルマを作ることもある。

## アラブのドルマ
アルジェリアとイラク以外では、ドルマはアラビア語で「詰められたもの」を意味する「マハシー」の名で知られている。
アルジェリアには、普通の野菜のドルマの他にドルマ・サルディーヌ（دولمة ساردين）と呼ばれるイワシの料理があるが、これはイワシに詰め物をした料理ではなく、イワシの肉をつぶした団子の揚げ物や煮込み料理のことである。
イラクでは、オスマン朝時代にマハシーのほとんどがドルマと呼ばれるようになり、現在マハシーというとたっぷりの汁で煮込んだドルマのみを指すようになった。イラクのドルマはナス、ズッキーニ、トマト、ピーマン、ジャガイモ、タマネギ、キュウリ、キャベツ、ブドウの葉、スイスチャードなど様々な野菜を取り合わせ、詰め物をして油で炒めてから大きな鍋にきっちりと詰め込み、塩を入れた水をひたひたに注いで弱火で蒸し煮にした料理である。骨付きのラム肉や若いソラマメのさやをドルマの間に入れることもある。イラク中部と南部では干したライムの粉末やタマリンドで煮汁に酸味をつけるが、イラク北部（特にモースル）ではトマトソースでドルマを煮込み、スンマーク（Rhus spp.）の実を湯につけて絞った汁で酸味をつける。ソースの代わりにヨーグルトを添えて食べる。
エジプトでは、茄子、ズッキーニ、トマト、ピーマンなどに詰め物をして大鍋に詰め、トマトジュースと水で蒸し煮にしたものを特にドルマと呼ぶ。

## その他の地域のドルマ
アゼルバイジャンには、ポテトクロケに詰め物をしたドルマもある。

## ロールキャベツとの関係

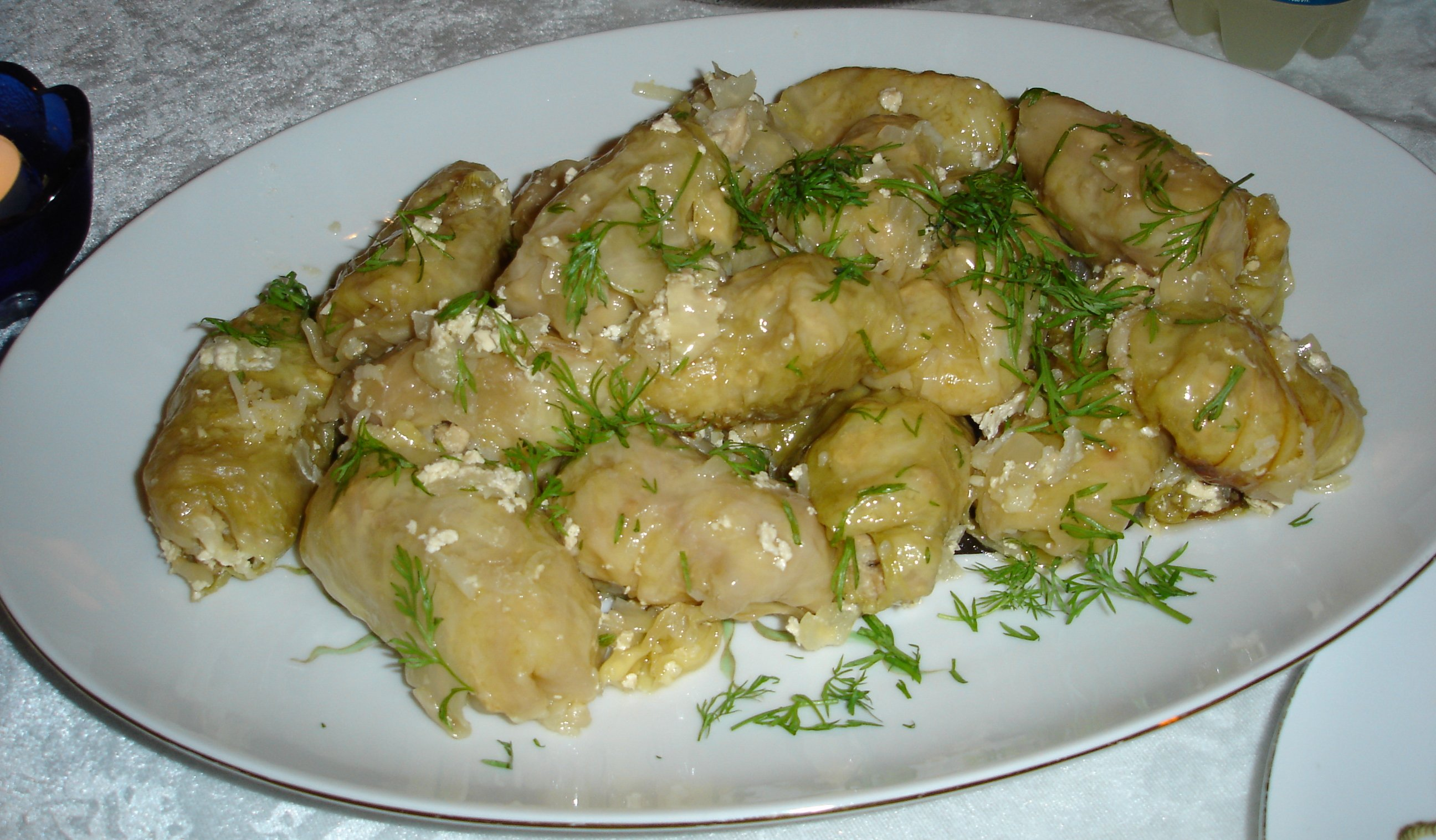
ルーマニアのロールキャベツ、サルマーレ

オスマン朝トルコのブドウの葉やキャベツのドルマがヨーロッパ各地に伝わったものが、ロールキャベツになった。